# Oxyspora
Oxyspora, biljni rod iz porodice melastomovki smješten u tribus Sonerileae. Raširen je po Aziji, od Kine na istoku, do Indije na zapadu i na jug do Sumatre, Malajskog poluotoka i Bornea. Kod Kew-a na popisu je 32 vrste, dok su ostali autori njihov broj sveli na 12.
Rod je opisan 1828.

## Vrste
1. Oxyspora beccarii (Cogn.) J. F. Maxwell
2. Oxyspora cernua (Roxb.) Triana
3. Oxyspora decidua Aver.
4. Oxyspora floribunda Ridl.
5. Oxyspora hirta Ridl.
6. Oxyspora ovata (Ridl.) C. Hansen
7. Oxyspora paniculata (D. Don) DC.
8. Oxyspora senguptae Subram. & M. P. Nayar
9. Oxyspora sumatrana Merr.
10. Oxyspora teretipetiolata (C. Y. Wu & C. Chen) W. H. Chen & Y. M. Shui
11. Oxyspora vagans (Roxb.) Wall.
12. Oxyspora yunnanensis H. L. Li

## Mogući sinonimi
- Allomorphia Blume
- Allozygia Naudin
- Campimia Ridl.
- Homocentria Naudin
- Hylocharis Miq.
- Tayloriophyton M.P.Nayar